# Dobšice (Moravia meridionale)
Dobšice (in tedesco Klein Teßwitz) è un comune della Repubblica Ceca facente parte del distretto di Znojmo, in Moravia Meridionale.